# Fight Aids Monaco
Pour les articles homonymes, voir F.A.M..
Fight AIDS Monaco, abrégé FAM, est une association de lutte contre le VIH/Sida qui œuvre dans les domaines de l’information, la prévention et le soutien.

## Création
Issu de la fusion de Monaco Sida et Femmes face au Sida, Fight Aids Monaco a été créé en 2004. 
L'association est présidée par Stéphanie de Monaco.

## Missions
Ses principales missions sont Informer, Prévenir et Soutenir. 
Elle réalise une série d'actions opérées :
- accompagne des personnes vivant avec le VIH : plus d’une centaine de personnes de Monaco et des villes avoisinantes participent aux actions proposées par F.A.M. (écoute ; ateliers de yoga, d’informatique, de salsa ; sorties culturelles ou sportives ; week-ends de détente ou de ressourcement…). L'association est une structure d'écoute et d'attention et une aide psychologique.

- soutien financier, des personnes affiliées à F.A.M. comme d’autres personnes suivies par des associations partenaires ou des assistantes sociales hospitalières ou de secteur. F.A.M. soutient également des actions d’associations engagées dans la lutte contre le sida (AIDES (PACA), FRISSE (Lyon), AFRISANTE (Marseille)…).

- prévention : F.A.M. organise des sessions d’information tout public et intervient dans les établissements scolaires et universitaires. Des campagnes de communication sont menées au travers d’affichage public et de la presse locale. Les prestations radiophoniques et télévisuelles de SAS la Princesse Stéphanie participent à la diffusion des messages de prévention et de solidarité.

- l’implication internationale : après une mission à Madagascar avec la Direction de la Coopération Internationale de Monaco, F.A.M. s’engage auprès de ce pays en soutenant financièrement une association et un service de maladies infectieuses. D’autres associations, luttant contre le sida, de divers pays (Liban, Burundi…) ont bénéficié également du soutien matériel de F.A.M.

- la récolte de fonds : F.A.M. tire son financement d’une subvention allouée par le Gouvernement Princier, et principalement de dons privés. Pour cela, l’association organises des évènements publics (Gala d’été, vente aux enchères, Le Roi Soleil à Monaco, single L'Or de nos vies…) et reçoit divers soutiens (jeux télévisés, Ladies Lunch…)

- les projets : la création d’une Maison de Vie dans le sud de la France, destinée à accueillir des personnes touchées par le VIH, pour une pause, quelques jours de détente. Deux missions à l’international : une à Madagascar pour le suivi de l’engagement de F.A.M., une d’étude au Burundi.

L’association fonctionne avec un Conseil d’administration de 11 personnes, une équipe de 4 salariés et 12 bénévoles (se répartissant entre l’accompagnement et l’événementiel)
En mars 2008, la princesse Stéphanie organise un gala de bienfaisance au profit de Fight Aids Monaco au Grimaldi Forum (Monaco) en présence du prince Albert II. L'Orchestre philharmonique de Monte-Carlo, Jane Birkin, Patrick Bruel, Jenifer, David Hallyday, Laam, Alizée, Maurane et Élie Semoun participent au concert mis en scène par Kamel Ouali autour des chansons de Serge Gainsbourg.